# آنجلو پروتزی
آنجلو پروتزی (به ایتالیایی: Angelo Peruzzi) بازیکن فوتبال و اهل ایتالیا است 

## تیم ملی
از سال ۱۹۹۲ میلادی عضو تیم ملی فوتبال ایتالیا بوده و در ۳۱ بازی ملی حضور داشته‌است. او در بازی‌های ملی‌اش ۱۷ گل دریافت کرد.
آنجلو پروتزی آخرین بازی ملی خود را در سال ۲۰۰۵ میلادی انجام داد.